# 154P/Brewington
154P/Brewington – kometa okresowa należąca do rodziny komet Jowisza.

## Odkrycie
Kometę tę odkrył Howard J. Brewington 28 sierpnia 1992 roku.

## Orbita komety i jej właściwości fizyczne
Orbita komety 154P/Brewington ma kształt elipsy o mimośrodzie 0,67. Jej peryhelium znajduje się w odległości 1,59 j.a., aphelium zaś 8,15 j.a. od Słońca. Jej okres obiegu wokół Słońca wynosi 10,75 roku, nachylenie do ekliptyki to wartość 17,92˚.
Jądro tej komety ma rozmiary maks. kilku kilometrów.